# ۴۰۹ (میلادی)
۴۰۹ (میلادی) چهارصد  و نهمین سال تقویم میلادی است.

## درگذشتگان
‎